# Forza Europa
Forza Europa – frakcja polityczna w Parlamencie Europejskim IV kadencji, istniejąca w latach 1994–1995.
Przewodniczącym grupy przez cały okres jej funkcjonowania był Giancarlo Ligabue.
Frakcję utworzono na początku kadencji, w jej skład weszło wyłącznie 27 włoskich eurodeputowanych wybranych z ramienia Forza Italia. Po kilku miesiącach do grupy dołączyły dwie kolejne osoby również z Włoch. FE istniała do 4 lipca 1995. Następnego dnia połączyła się z frakcją Europejskiego Sojuszu Demokratycznego, tworząc Unię dla Europy.